# Stenodryas apicalis
Stenodryas apicalis är en skalbaggsart som först beskrevs av Charles Joseph Gahan 1893. Stenodryas apicalis ingår i släktet Stenodryas och familjen långhorningar.
Artens utbredningsområde är Myanmar. Inga underarter finns listade i Catalogue of Life.